# Биевър
Биевър (на френски: Bièvre) е селище в Южна Белгия, окръг Динан на провинция Намюр. Населението му е около 3200 души (2006).